# L'enigma de Gaspar Hauser
 L'enigma de Kaspar Hauser  (títol original en alemany: Jeder für sich und Gott gegen alle: literalment "Cadascú per si mateix i Déu contra tots") és una pel·lícula alemanya dirigida per Werner Herzog, estrenada el 1974, inspirada en un personatge real, Kaspar Hauser. Ha estat doblada al català.

## Argument
La pel·lícula descriu la vida i la mort de Kaspar Hauser, un orfe del començament del segle xix, a Alemanya.
El dia de Pentecosta, el 1828, a Nuremberg, apareix sobre la gran plaça un jove mut i miserable. Ningú no el coneix. Sembla idiota. És a penes capaç pronunciar el seu nom. És Kaspar Hauser. Un home que ha passat la seva vida reclòs en un calabós...

## Repartiment
- Bruno Schleinstein: Kaspar Hauser
- Walter Ladengast: Professor Daumer
- Brigitte Mira: Käthe
- Willy Semmelrogge: El director del circ
- Michael Kroecher: Lord Stanhope
- Hans Musaüs: l'home desconegut
- Marcus Weller
- Gloria Doer: Frau Hiltel
- Volker Prechtel: Hiltel, el guardià de la presó
- Herbert Achternbusch: Bavarian Chicken Hypnotizer
- Wolfgang Bauer
- Wilhelm Bayer: Taunting Farmboy
- Franz Brumbach
- Johannes Buzalski
- Helmut Döring: Little King
- Alfred Edel: el Professor
- Florian Fricke: Florian
- Heribert Fritsch
- Peter Gebhart
- Andi Gottwald: Mozart, de jove
- Reinhard Hauff
- Otto Heinzle
- Kidlat Tahimik: Homenet
- Dorothea Kraft
- Willy Meyer-Fuerst: Coronel
- Heinz H. Niemöller: Coronel
- Enno Patalas: Pastor Fuhrmann
- Walter Pflum: Coronel
- Volker Elis Pilgrim: Pastor
- Clemens Scheitz: l'escriba
- Peter-Udo Schönborn
- Walter Steiner: Taunting Farmboy
- Henry van Lyck: Capità Cavalleria
- Benedikt Kuby: Wine Server (No surt als crèdits)

## Al voltant de la pel·lícula
Com Truffaut a L'infant salvatge quatre anys abans, Herzog va triar treballar amb un actor no professional, Bruno Schleinstein. Abandonat pels seus pares als 3 anys, Bruno Schleinstein acabava de passar 25 anys en un orfenat.

## Premis i nominacions

### Premis
- Premi FIPRESCI al Festival de Canes 1975 per Werner Herzog
- Gran Premi del Jurat al Festival de Canes per	Werner Herzog
- Premi del Jurat Ecumenic al Festival de Canes per Werner Herzog

### Nominacions
- Palma d'Or al Festival de Canes per Werner Herzog